# Bat (sito archeologico)
Bat è un sito archeologico in Oman.

## Descrizione e storia
Si tratta di una necropoli risalente al III millennio a.C. Dal 1988, insieme ai siti di Al-Ayn e Al-Khutm, è stato inserito tra i Patrimoni dell'Umanità dell'UNESCO.
Gli studi svolti negli ultimi 15 anni hanno portato alla scoperta di numerosi insediamenti umani che si estendevano dal Golfo Persico al Golfo di Oman. Il sito di Bat si trova all'interno di un palmeto. Già nel 3000 a.C. c'era un intenso commercio di rame (estratto in loco) e pietre (probabilmente di diorite) con i Sumeri. Vari testi sumeri la chiamavano Dilmun, ad esempio l'epopea di Gilgamesh. È composto da oltre 100 tombe e da edifici circolari con un diametro di 20 metri, il cui uso è sconosciuto. Dal momento che gli edifici non hanno aperture verso l'esterno, è stata avanzata l'ipotesi che si trattasse di cisterne o sili, ma sono solo congetture. Nel 1972 gli scavi svolti da una squadra danese guidata da Karen Frifelt dimostrarono che la città venne abitata ininterrottamente per 4000 anni.
Il sito non è stato sottoposto a restauro o ad altro tipo di manutenzione prima della protezione da parte dell'UNESCO, e solo il suo isolamento ne ha permesso una sufficiente conservazione. Attualmente il sito è protetto dall'articolo 42 del regio decreto numero 6/80. Questo articolo comunque non prevede la sorveglianza del sito, ed uno dei maggiori pericoli è quello degli abitanti locali che vi possano prendere materiale da costruzione.